# Callorhinchus milii
Callorhinchus milii е вид химер от семейство Callorhinchidae. Видът не е застрашен от изчезване.

## Разпространение и местообитание
Разпространен е в Австралия (Виктория, Западна Австралия, Тасмания и Южна Австралия) и Нова Зеландия (Северен остров и Южен остров).
Среща се на дълбочина от 7 до 151 m, при температура на водата от 8 до 17,7 °C и соленост 34,4 – 36 ‰.

## Описание
На дължина достигат до 1,3 m.
Продължителността им на живот е около 6 години. Популацията на вида е стабилна.